# Muwatti
Muwatti war die Tochter des hethitischen Großkönigs Šuppiluliuma I. und die Frau von Mašḫuiluwa, dem König von Mira.
Mašḫuiluwa, Sohn des Königs Tarḫuntaradu von Arzawa wurde nach dem Tode seines Vaters von seinem Bruder Uḫḫaziti vertrieben und kam als Flüchtling nach Ḫattuša. Er wurde von Šuppiluliuma I. aufgenommen, der ihm seine Tochter Muwatti zur Ehe gab. Da das Paar kinderlos blieb, erlaubte Muršili II. ihnen, den Kupantakurunta zu adoptieren. Nachdem sich Mašḫuiluwa, der als Vasallenkönig über Mira eingesetzt worden war, gegen Muršili erhob, musste er fliehen und wurde schließlich ausgeliefert. Sein Nachfolger als Vasallenkönig über Mira wurde sein Adoptivsohn Kupantakurunta.